# Al-Fauj al-Awwal
Al-Fauj al-Awwal (arabe : الفوج الأول, « Le 1er régiment ») est un groupe rebelle de la guerre civile syrienne.

## Histoire

### Fondation
Al-Fauj al-Awwal est fondé par d'anciens combattants du Liwa al-Tawhid, il naît le 5 mars 2015.

### Affiliations
Il intègre initialement le Front du Levant avec lequel il rompt en mai 2015,,. Il est affilié à l'Armée syrienne libre,.
Al-Fauj al-Awwal fait partie des groupes qui fondent le 2 juillet 2015 la chambre d'opérations Ansar al-Charia active à Alep,,,,,. Mais il finit ensuite par rejoindre la chambre d'opérations Fatah Halab,.
Il intègre en avril 2016 la Chambre d'opérations Hawar Kilis.

## Idéologie
Al-Fauj al-Awwal est islamiste selon Jennifer Cafarella et Genevieve Casagrande, analystes pour the Institute for the Study of War.

## Organisation

### Commandement
Le groupe est dirigé par Hassem Kenjo, il est tué au combat à Alep, dans le quartier de Cheikh Saïd, le 17 novembre 2016.

### Effectifs
Selon Jennifer Cafarella et Genevieve Casagrande, Al-Fauj al-Awwal compte 1 500 hommes en 2016. 

### Armement
À partir de fin 2015, le groupe bénéficie de missiles antichar BGM-71 TOW livrés par les États-Unis,,,,. Il bénéficie également d'armement livrés par la Turquie,.

## Zones d'opérations
Le groupe est actif dans la ville d'Alep et au nord du gouvernorat d'Alep, mais il est également intervenu ponctuellement dans le gouvernorat de Hama,. Il participe à la bataille d'Alep, au siège de Nobl et Zahraa et à la bataille d'al-Bab. Le groupe prend part à partir de 2016 à l'Opération Bouclier de l'Euphrate, aux côtés de l'armée turque.
À partir du 23 août 2016, le groupe prend part à l'Opération Bouclier de l'Euphrate aux côtés de l'armée turque.

## Soutiens
Le groupe est soutenu par la Turquie et les États-Unis,.